# Судански бял носорог
Суданските бели носорози (Ceratotherium simum cottoni) са подвид на белите носорози (Ceratotherium simum), едри бозайници от семейство Носорози (Rhinocerotidae). Подвидът се смята за изчезнал в природата. На 19 март 2018 г. умира последният мъжки екземпляр.

## Последният мъжки судански бял носорог
В средата на ХХ век популацията на суданския бял носорог надвишава 2000 екземпляра, но 20 години по-късно остават едва петнадесет, а през 2008 г. – осем, при това всички вече затворени в зоопаркове. През 1974 г. в Хартум, Судан е роден мъжкият судански бял носорог Ангалифу. През 80-те години на XX век той е преместен в Сан Диего, САЩ. Зоолози от Института на Сан Диего за изследване и опазване на околната среда правят опит да продължат рода на рядкото животно, като настанияват при него женската Нолу, но се появяват съмнения, че женската е безплодна. Тогава от Института решават да съберат и запазят семенна течност на Ангалифу с надеждата в бъдеще да оплодят друга женска с нея; две женски все още има в Кения, а три в Чехия. Ангалифу остава последният мъжки, след като през октомври 2014 в Кения умира 34-годишният Суни. През декември 2014 г. от естествена смърт умира и Ангалифу. Все още обаче има шансове за запазване на вида, поради взетата семенна течност от носорога.